# Europarlamentari del Belgio della IV legislatura
Gli europarlamentari del Belgio della IV legislatura, eletti in occasione delle elezioni europee del 1994, furono i seguenti.

## Composizione storica
| Europarlamentare          | Lista                             | Gruppo |
| ------------------------- | --------------------------------- | ------ |
| Magda Aelvoet             | Agalev                            | GV     |
| Anne André-Léonard        | Partito Riformatore Liberale      | ELDR   |
| Raphaël Chanterie         | Partito Popolare Cristiano        | PPE    |
| Willy De Clercq           | Liberali e Democratici Fiamminghi | ELDR   |
| Philippe De Coene         | Partito Socialista Differente     | PSE    |
| Gérard Deprez             | Partito Sociale Cristiano         | PPE    |
| Claude Desama             | Partito Socialista                | PSE    |
| Karel Dillen              | Blocco Fiammingo                  | NI     |
| Raymonde Dury             | Partito Socialista                | PSE    |
| Daniel Féret              | Fronte Nazionale                  | NI     |
| Jean Gol                  | Partito Riformatore Liberale      | ELDR   |
| Mathieu Grosch            | Partito Cristiano Sociale         | PPE    |
| José Happart              | Partito Socialista                | PSE    |
| Fernand Herman            | Partito Sociale Cristiano         | PPE    |
| Mimi Kestelijn-Sierens    | Liberali e Democratici Fiamminghi | ELDR   |
| Paul Lannoye              | Ecolo                             | GV     |
| Wilfried Martens          | Partito Popolare Cristiano        | PPE    |
| Annemie Neyts-Uyttebroeck | Liberali e Democratici Fiamminghi | ELDR   |
| Antoinette Spaak          | Fronte Democratico dei Francofoni | ELDR   |
| Marianne Thyssen          | Partito Popolare Cristiano        | PPE    |
| Leo Tindemans             | Partito Popolare Cristiano        | PPE    |
| Jaak Vandemeulebroucke    | Unione Popolare                   | ARE    |
| Frank Vanhecke            | Blocco Fiammingo                  | NI     |
| Anne Van Lancker          | Partito Socialista Differente     | PSE    |
| Freddy Willockx           | Partito Socialista Differente     | PSE    |

## Modifiche intervenute

### Partito Socialista
- In data 01.05.1998 a Raymonde Dury subentra Claude Delcroix.

### Partito Riformatore Liberale
- In data 25.10.1995 a Jean Gol subentra Philippe Monfils.

### Unione Popolare
- In data 16.10.1998 a Jaak Vandemeulebroucke subentra Nelly Maes.